# Alan Gelfand
Alan Gelfand (ur. w 1963 w Nowym Jorku) – amerykański skater, twórca triku ollie, czyli podskoku razem z deskorolką. Wymyślona przez niego wersja ollie stosowana jest na rampach lub w basenach. Wersję uliczną tego tricku wymyślił Rodney Mullen.